# Xylographus
Xylographus là một chi bọ cánh cứng trong họ Ciidae.

## Các loài
- Xylographus bostrichoides Dufour, 1843
- Xylographus scheerpeltzi Nobuchi & Wada, 1956
- Xylographus tomicoides Reitter, 1901